# Уртембаев, Мурат Камухаметович
Мурат Камухаметович Уртембаев (каз. Мұрат Қалмұхаметұлы Өртембаев; 31 мая 1955 — 21 мая 2010) — советский, затем российский и казахский программист, первый официально зафиксированный советский хакер, который с помощью логической бомбы в компьютерной программе остановил сборочный конвейер АвтоВАЗа.

## Биография
Родился 31 мая 1955 года в Алма-Ате.
Окончил механико-математический факультет МГУ (1978) и в том же году, по распределению, прибыл работать инженером-программистом на АвтоВАЗ, в Управление организации производства (УОП), которым в то время руководил Ю. Н. Перевалов.
На следующий год к нему приехала жена — выпускница филологического факультета МГУ. Поскольку жена не смогла трудоустроиться в Тольятти, молодая семья оказалась в сложном материальном положении. В декабре 1980 года Мурату Уртембаеву предложили командировку в Норвегию, с условием, что после этого он отработает на АвтоВАЗе ещё 2-3 года. Он отказался, сославшись на трудности семьи и состояние здоровья жены. Срок отработки Мурата Уртембаева на заводе как молодого специалиста истекал. Он собрался уволиться, но начальство отговорило его, пообещав повышение в должности до старшего инженера и, соответственно, в окладе.
В июне 1982 года при аттестации выяснилось, что руководство завода не сдержало свое обещание повысить ему должность и оклад. Сурпруга Мурата Уртембаева вспоминала, что после аттестации он явился домой расстроенный и заявил, что «покажет им». Она просила его ничего не делать, подумать о ней и только что родившемся ребёнке, и муж пообещал ей, что так и будет, но сам решил иначе. У Мурата Уртембаева созрел план ввести в программу ошибку, затем оперативно её устранить и тем самым завоевать авторитет у руководства с изменением результата аттестации.
По плану Мурата Уртембаева, «вирус» должен был запуститься в день его выхода из отпуска, чтобы, выйдя на работу, он мог оперативно обнаружить сбой и устранить его, героически спасая конвейер. Но программа самостоятельно запустилась раньше на несколько дней.
Мурат Уртембаев разработал патч к основной программе-счётчику, отмеряющей циклы подачи узлов на линию конвейера. В результате действия патча ритм счётчика сбивался, и заданная деталь поступала на конвейер с опозданием. Учитывая, что процесс был просчитан до секунд, задержка была попросту недопустимой. Мурат Уртембаев внёс преднамеренные изменения в программный код автоматической системы подачи механических узлов на конвейер завода АвтоВАЗ, что привело к его остановке на три дня.
Прямые потери автозавода, без учёта упущенной выгоды, то есть потери от оплаты работникам и расходы на работу оборудования во время простоя, составили 7176 рублей 79 копеек. Это превышало стоимость автомобиля «Жигули», на покупку которого люди откладывали деньги годами. В результате сбоя программы завод недовыпустил 460 автомобилей, нарушив план выпуска предприятия.
Это был мотив и обстоятельства дела, которые были закреплены в материалах дела, чтобы не предавать огласке настоящий мотив и другие обстоятельства дела Мурата Уртембаева и операцию, подготовленную руководителем отдела УКГБ СССР по Куйбышевской области и городу Тольятти Кожемякиным В. Е., которые состояли в том, чтобы уличить так называемую «элиту программистов» «АвтоВАЗа».
Так называемая «элита» регулярно создавала сбои на конвейере и оперативно их ликвидировала, выбивая у начальства за спасение конвейера в качестве награды дачи, квартиры, автомобили. Это смог выяснить Мурат Уртембаев в ходе своей работы на заводе, но не мог доказать начальству, что все сбои были искусственные. Тогда он решился на создание аналогичного сбоя, но более сложного и запутанного, чтобы «элита программистов» не смогла устранить такой «вирус» в его отсутствие. «Дело Мурата Уртембаева» получило широкий общественный резонанс СССР имело и ещё одно последствие для «элитных» программистов «АвтоВАЗа»: увольнения, понижения в должностях, возвраты имущества, полученных в виде премий. Так, в ходе проверки, проведённой Кожемякиным В. Е. со спец. группой, в которую вошел и Мурат Уртембаев, выяснилось, что первый хакер СССР был первым пойманным, но отнюдь не первым, кто обнаружил окно в системе и хакнул её. Первый хакер СССР был лишь зарвавшимся юнцом, который хотел добиться признания своего таланта, а матерые волки из числа элитных программистов нажили на этом «состояние». Кроме этого, было и более узкое последствие — контроль работы программистов, разработка и внедрение систем, структур, штата и т. д, которые бы могли контролировать работу кодировщиков и других программистов.
Делом Мурата Уртембаева занимался руководитель отдела УКГБ СССР по Куйбышевской области и городу Тольятти — Кожемякин Вениамин Ефимович.
Мурат Уртембаев признался в содеянном. Статьи, подобной ст. 273 УК РФ («создание, использование и распространение вредоносных программ для ЭВМ»), в УК РСФСР тогда не было. Поэтому первого хакера СССР осудили по ст. 98 УК РСФСР (умышленное повреждение имущества) и приговорили к трём годам лишения свободы условно с возмещением ущерба. Мурат вынужден был работать слесарем на конвейере.

## Семья
Жена — Уртембаева Сельмира Эрбудуевна, работала в типографии АвтоВАЗа, входящей в Управление организации производства.
После отработки на конвейере, Мурат работал программистом на заводе, потом некоторое время в заводских дочерних компаниях «Информсервис-Лада» и «Инфосистем», затем вместе с семьей уехал в Казахстан. Мурат жил и работал программистом в Алма-Ате. По состоянию на 2010 год он работал в департаменте информационных технологий АО «Казпочта». 21 мая 2010 года Мурат Уртембаев умер от остановки сердца.
В семье выросло два сына — Булат (род. 1982) и Тимур (род. 1984).